# Big Love
Big Love er en amerikansk tv-serie, der handler om en fundamentalistisk mormonfamilie, som praktiserer polygami. Serien blev sendt i 4 sæsoner og består af 53 afsnit. Serien blev i Danmark sendt på kanal 4. Serien handler om denne fiktive familie, som forsøger at holde deres flerkoneri skjult for omverdenen.

## Kritik
Serien er især blevet kritiseret af Mormonkirken, der som er en sekt inden for mormonismen, der af og til er blevet nævnt i serien. 
Kritikken nåede internationale højder, da HBO, som producerede serien, afslørede at de ville vise den hellige begavelsesceremoni, som mormoner, som deltager i ceremonien, sværger at de aldrig vil afsløre for nogen. Den ene af seriens tre polygame hustruer står til at blive ekskommunikeret fra Mormonkirken, fordi hun praktiserer polygami. Derfor har hun anskaffet sig en tempelanbefaling, så hun har adgang til mormontemplerne og kan få indgået de pagter, som kræves af mormoner for at komme i himlen, inden hun bliver udelukket. Afsnittet blev vist trods protesterne, da producenterne mente, de viste det på en respektabel måde. Tempelceremonierne blev lavet på baggrund af oplysninger fra forhenværende mormoner.
Et andet kritikpunkt gik på, at de fundamentalistiske mormoner blev kaldet mormoner. Den fundamentalistiske mormonkirke blev etableret, efter Mormonkirken forbød polygami, da de fundamentalistiske mormoner mener, at det er vigtigt at leve i en polygam familie for at opnå frelse. Dette var en del af læren hos Mormonkirken, før kirken ændrede praksis.